# Onrust in Belize 2005

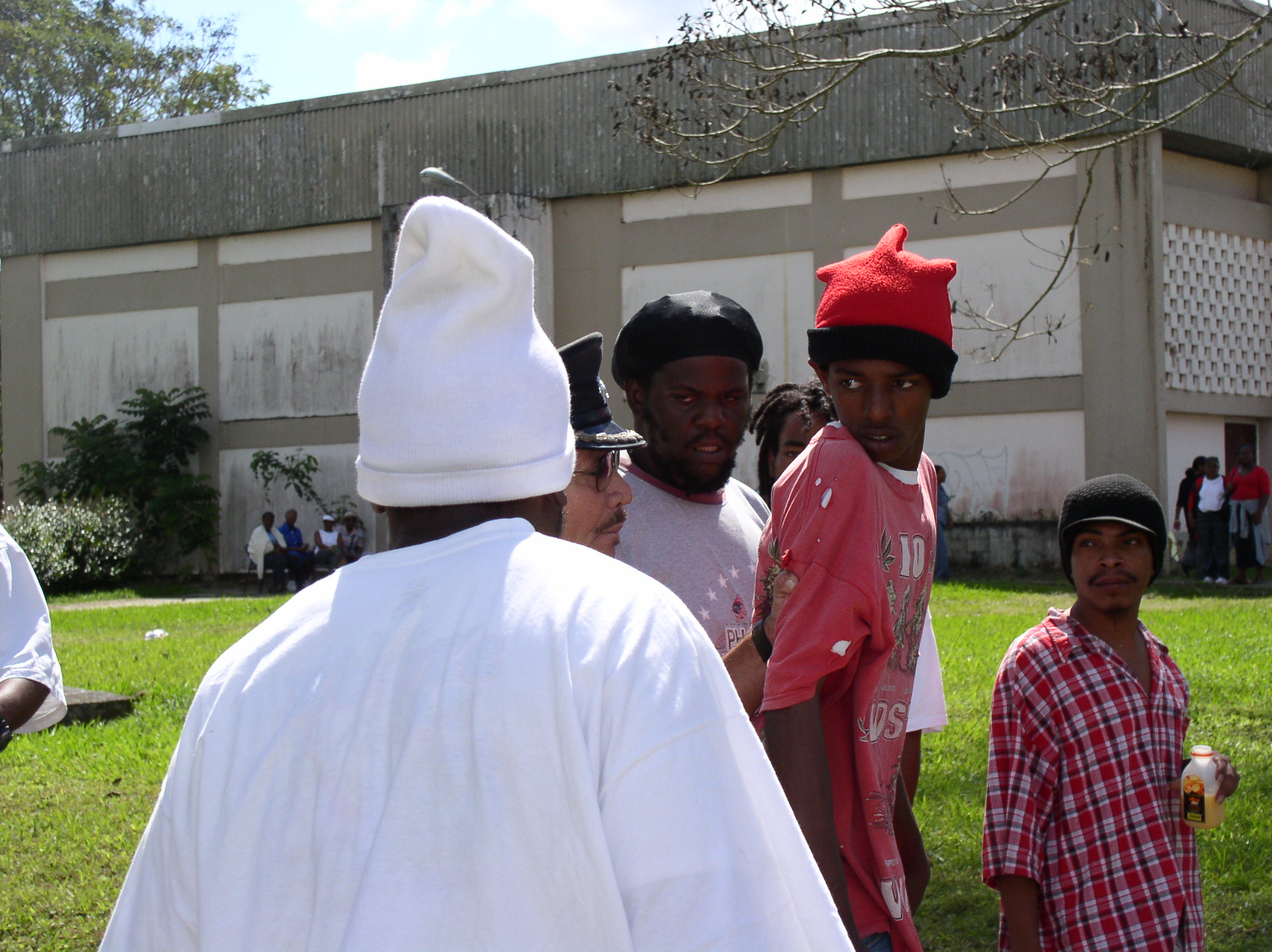
Demonstrant gearresteerd

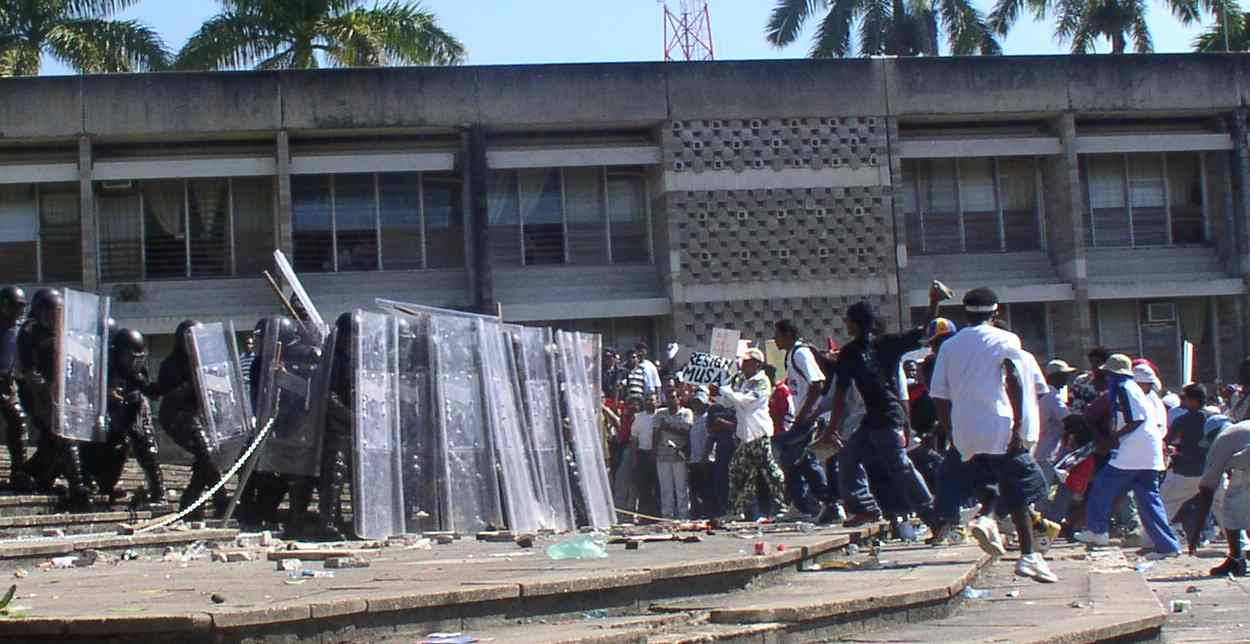
Gevechten tussen politie en demonstranten bij de nationale assemblee

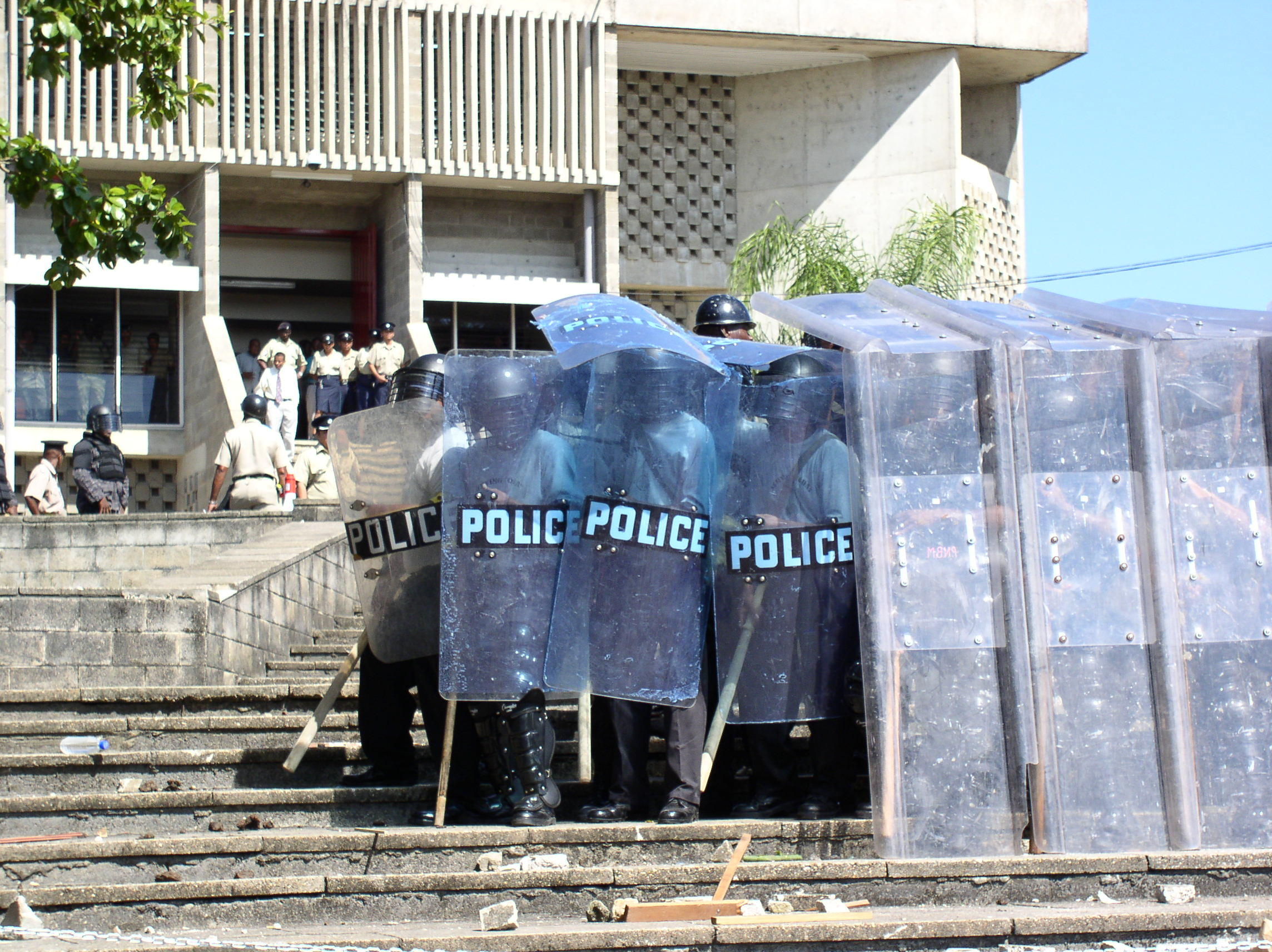
Oproerpolitie

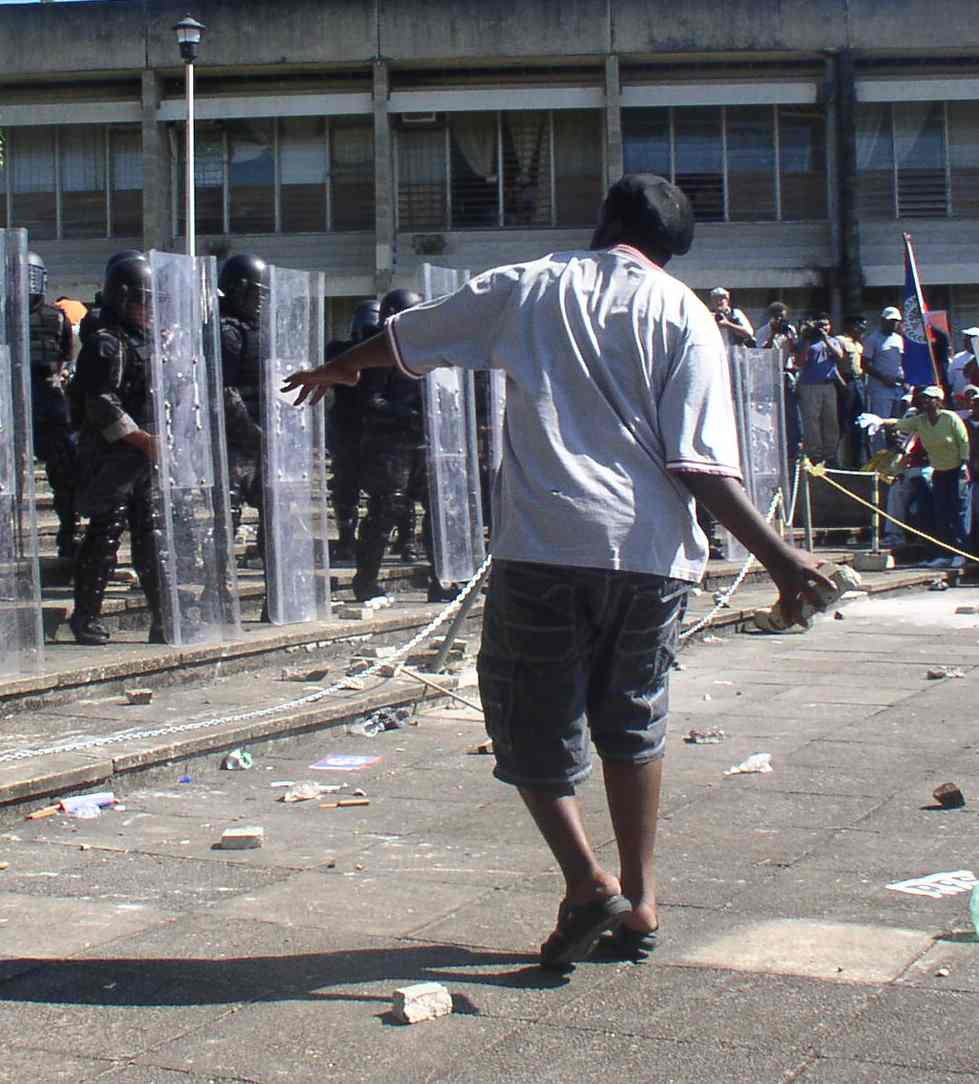
Oproer

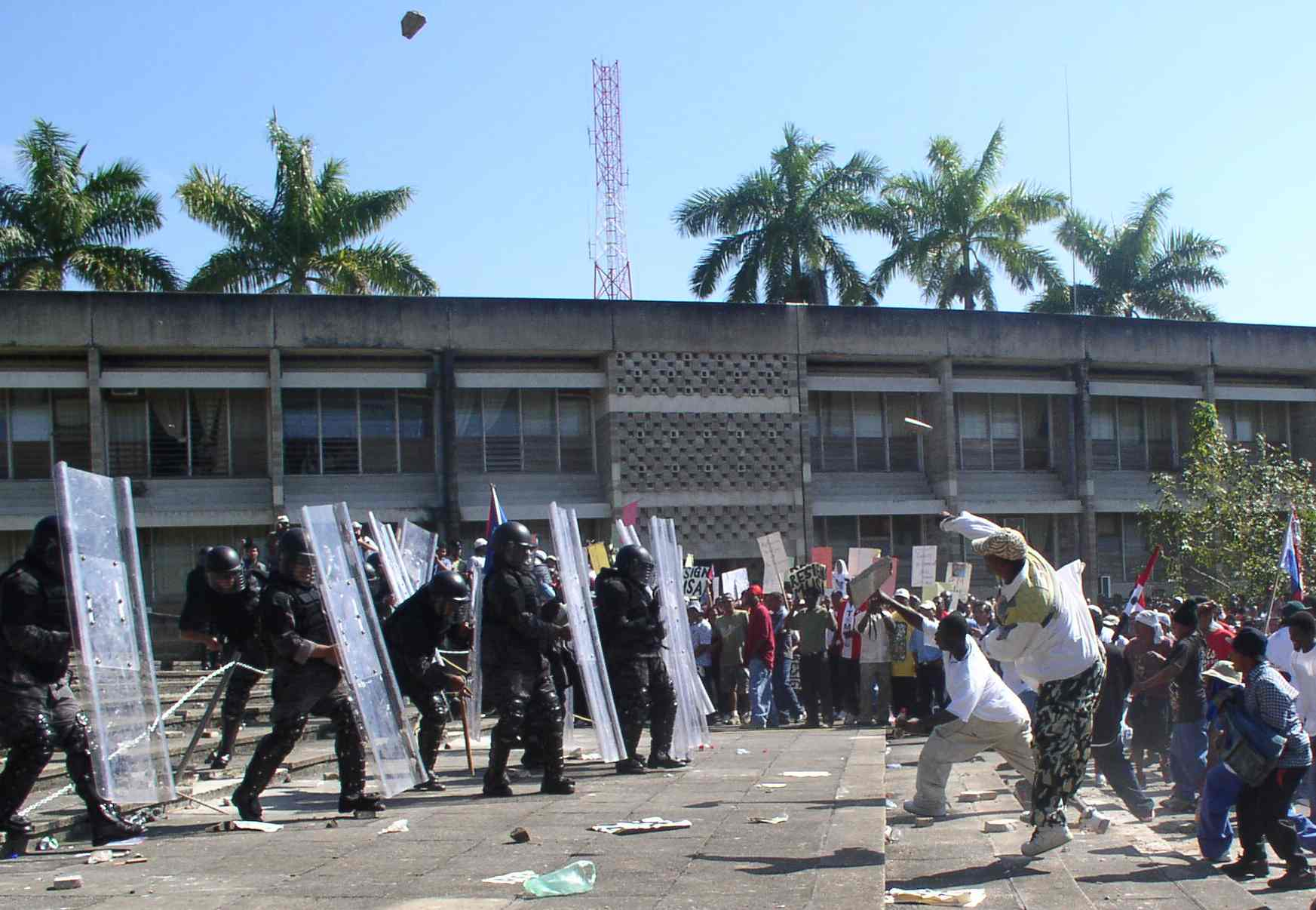
Oproer

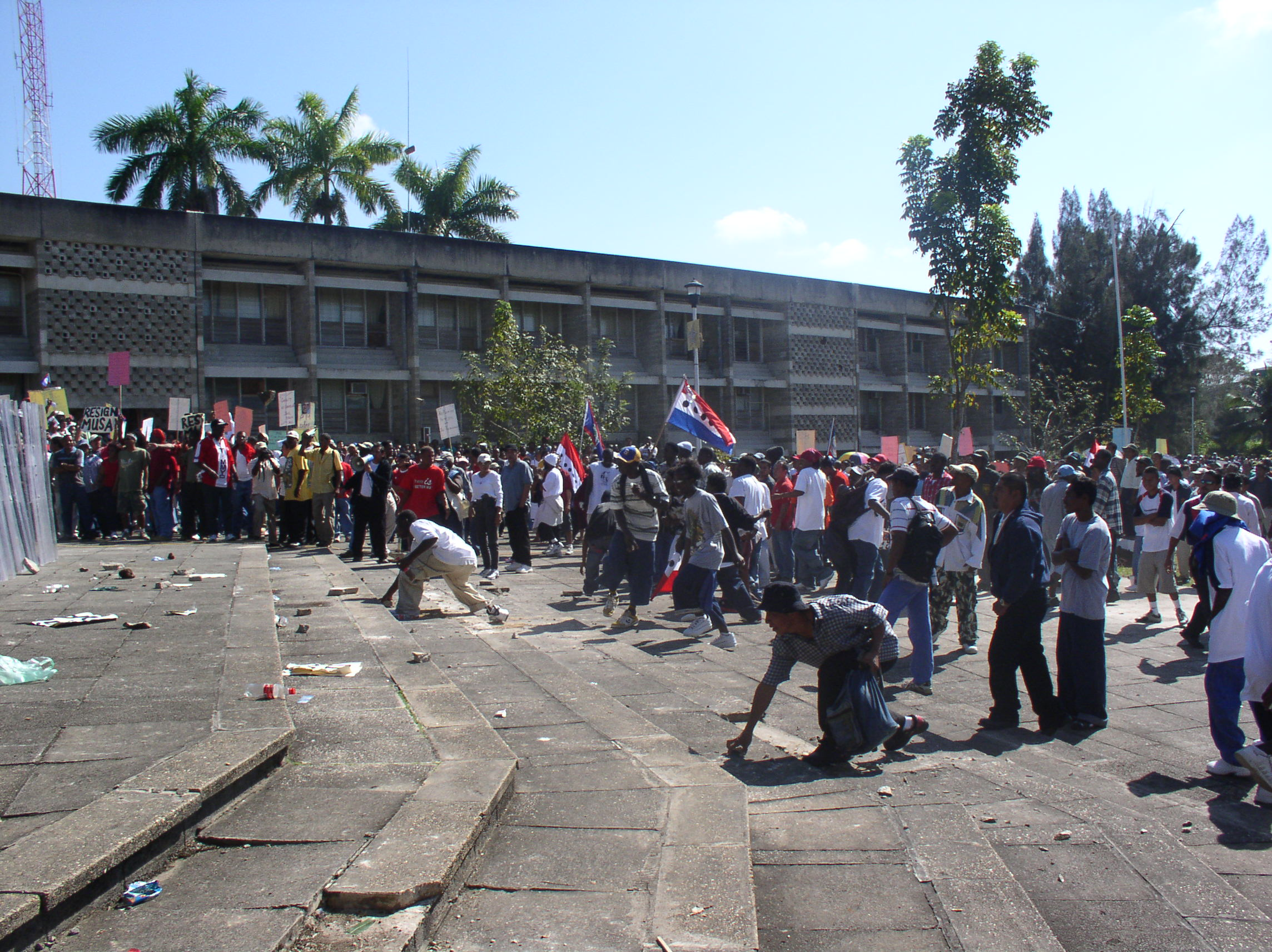
Oproer

Op 20 januari 2005 brak er onrust uit in Belize over de goedkeuring van nieuwe belastingen door de regering. De bevolking van Belize heeft regeringsgebouwen in brand gestoken en de vakbonden hebben het water afgesloten en de havens geblokkeerd. Toen leden van de regering probeerden naar het regeringsgebouw te lopen, gooiden de demonstranten met stenen en flessen. Het leger en de regering moesten hierop ingrijpen.
De onrust is een reactie op de aankondiging van de regering van Said Musa van het nieuwe budget voor het fiscale jaar 2005-2006. Het nieuwe budget bevatte een grote verhoging van een aantal zaken- en goederenbelastingen. Onder andere een verhoging met 11% van de onroerendgoedbelasting, een 5% belastingverhoging voor financiële instituten, een 8% belastingverhoging voor tabaksgoederen en een 100% belastingverhoging voor rum. De regering claimt dat deze verhogingen gelijk zijn aan verhogingen in 1998 onder de regering van de UDP. Deze belastingen komen boven op de woede onder de bevolking vanwege het gevoel dat de regering van de PUP de financiën van het land beroerd behandeld heeft en beschuldigingen van jarenlange corruptie. Hiertegen is geprotesteerd bij het gebouw van de nationale assemblee op 15 januari, waarop het leger en de politie moesten ingrijpen.
Op 20 januari riepen de zakeneigenaren en de vakbonden op tot een tweedaagse landelijke staking. Op 21 januari kwamen er berichten binnen over wijdverspreide stakingen in de hoofdstad Belmopan, waaronder berichten over verbrande regeringsgebouwen. De regering heeft volgens verschillende berichten camera's geïnstalleerd op gebouwen waar actievoerders zich verzamelden. Ook zijn regeringsgebouwen afgezet om te voorkomen dat demonstranten naar binnen dringen.
De regering heeft ook een tegendemonstratie aangekondigd.
Dit is pas de tweede keer in de geschiedenis dat het land door dit soort onrust getroffen wordt. De eerste keer was in de jaren 80 toen er een voorstel werd gedaan om een gedeelte van het land aan buurland Guatemala af te staan.